# Duchon Flórián
Duchon Flórián (Mosóc, 1559 körül – Németlipcse, 1629) evangélikus lelkész.

## Élete
Mosóci származású, Duchon Mátyás lelkész testvére. Tanulmányait itthon kezdte, majd külföldön folytatta. Hazatérése után 1599-ben Liptószentmárián, 1603-ban Trencsénben volt lelkész és egyszersmind az alsótrencséni egyházmegye esperese. 1607-ban bazini, 1611 őszétől nemsói, 1612 júniusától 1621-ig rózsahegyi (Liptó megye), 1621-től németlipcsei lelkész és liptó megyei főesperes volt.

## Művei
- Antithesis Veteris et Novae Ecclesiae ac Doctrinae Christo-Lutheranae et Apostolicae, Ac Novae Romanae… Bartfae, 1628.